# Beloje jezero (Vologodska oblast)
Beloje jezero (rus. Бе́лое о́зеро – bijelo jezero, vepski: Vaugedjärv, Valgjärv) je jezero u sjeverozapadnom dijelu Vologodske oblasti u Rusiji. Administrativno, jezero je podijeljeno između Belozerskog (jug) i Vaškinskog rajona (sjever) u oblasti. Na njegovoj obali nalazi se grad Belozjorsk. Što se tiče površine, Beloje je drugo prirodno jezero Vologodske oblasti (iza Oneškog jezera), a treće jezero također iza Ribinskog umjetnog jezera. Jedno je od deset najvećih prirodnih jezera u Europi.

## Geografija
Slijev jezera obuhvaća dijelove Belozerskog, Vaškinskog, Babajevskog i Vitegorskog rajona Vologodske oblasti, kao i manja područja u Kargopoljskom rajonu Arhangelske oblasti. Većina slijeva leži sjeverno od jezera, u brdima Andoma, i uključuje manja jezera, od kojih su mnoga ledenjačkog podrijetla. Ta jezera uključuju Kovžskoe jezero, Kemskoe jezero, Kuštozero jezero, Šolskoe jezero, Družinskoje i, južno od jezera Beloje, Lozskoe jezero.
Jezero ima približno okrugli oblik s promjerom od 46 km. Njegova površina je 1130 km2, a površina njegovog slijeva je 14000 km2. Jezero se ulijeva u rijeku Šeksnu, koja je pritoka Ribinskog akumulacijskog jezera na rijeci Volgi. Šeksna izvire iz istočnog kutajezera. Glavni pritoci jezera su Kovža, Kema i Megra.
Jezero i Belozerski kanal oko njega dio su Volgo-baltičkog plovnog puta. Belozerski kanal izgrađen je kako bi spojio rijeke Šeksnu i Kovžu te zaobišao jezero Beloje, gdje ponekad pušu jaki vjetrovi. Kanal prati južnu i zapadnu obalu jezera.

## Povijest
Prema Pianovoj kronici, Sineus, Rjurikov brat, postao je knez Beloozera 862. godine. Ako bi to bilo točno, Belozersk bi bio jedan od najstarijih gradova u Rusiji. Međutim, najvjerojatnije Sineus nikada nije postojao, a najraniji arheološki podaci u ili oko Belozerska pripadaju 10. stoljeću. U 10. do 13. stoljeća područje je bilo pod vlašću Novgorodske Republike, zatim u 13. stoljeću bilo je dio Kneževine Beloozero, a u 14. stoljeću ušlo je u Veliku Kneževinu Moskvu. Marijinski kanal izgrađen je početkom 19. stoljeća, a nakon rekonstrukcije u 20. stoljeću postao je Volgo-baltički plovni put.

## Ekonomski značaj
Jezero Beloje nalazi se na raskrižju najvažnijih vodenih putova Rusije. Kroz jezero je prolazio drevni Vytegorsko-Belozerski plovni put. Početkom 19. stoljeća jezero je postalo sastavni dio Marijinskog vodnog sustava. U XX. stoljeću, Volgo-baltički plovni put prolazio je kroz Bijelo jezero, koje je naslijedilo trasu Marijinskog vodnog sustava.
U jezero se ulijevaju otpadne vode iz poljoprivrednih i komunalnih poduzeća te drvoprerađivačke industrije. Glavni lokalni izvori zagađenja nalaze se u Belozjorsku i Lipin Boru. Jezero se također koristi za opskrbu vodom naselja koja leže na njegovim obalama. 

## Vanjske poveznice
|  | Zajednički poslužitelj ima još gradiva o temi Beloje jezero (Vologodska oblast) |